# Hjulsta säteri

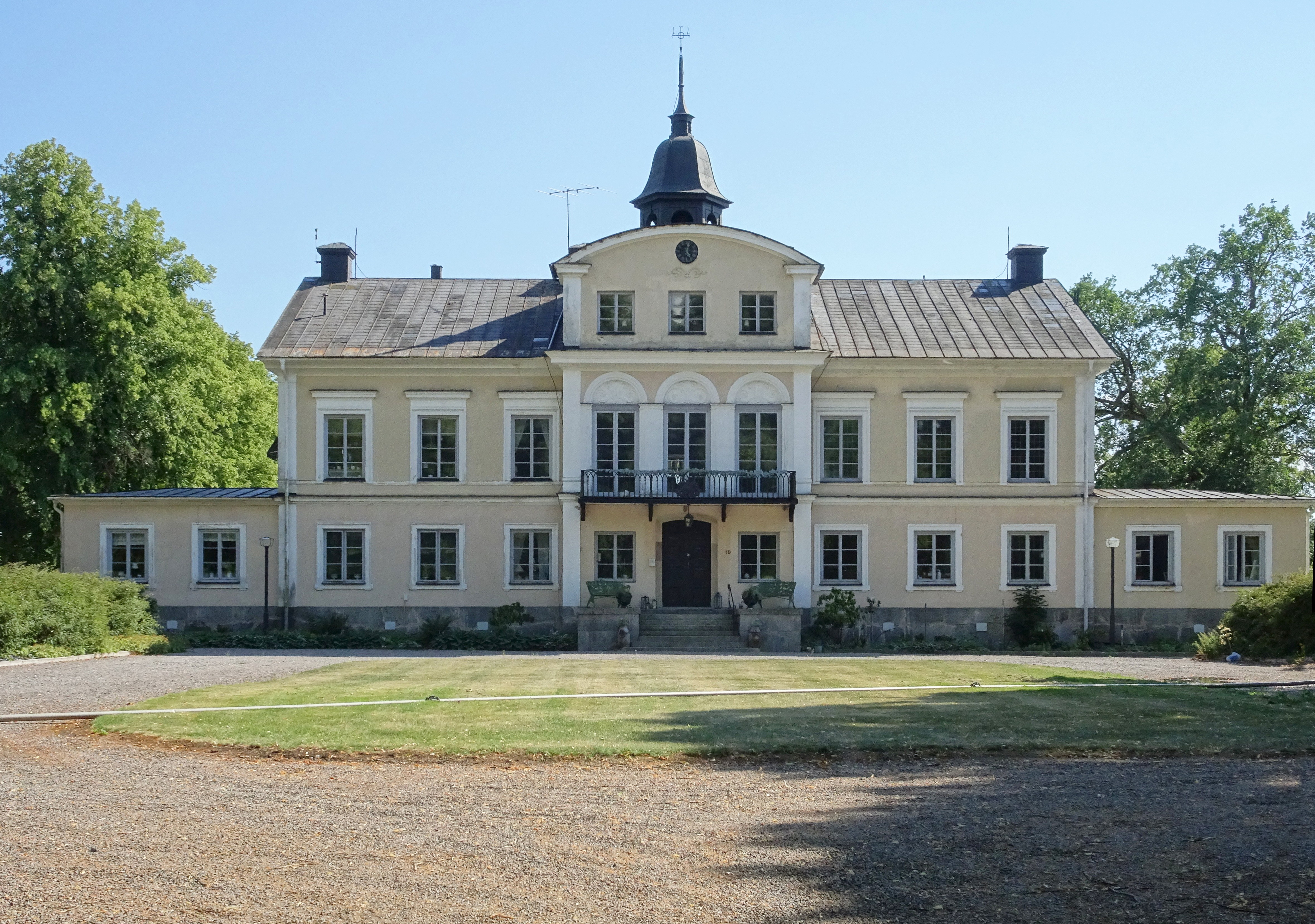
Hjulstas huvudbyggnad, fasad mot norr, juli 2018.

Hjulsta är en herrgård och ett tidigare säteri i Enköpings-Näs socken i Enköpings kommun. Hjulsta säteri ligger cirka tio kilometer söder om Enköping och strax norr om Hjulstabron, platsen där passagen över Hjulstafjärden sedan gamla tider skedde från västra Uppland till Södermanland.

## Forntid
Trakten vid dagens Hjulsta var bebodd redan på forntiden. Efterleden -sta i Hjulsta tyder på vikingatida ursprung. Kring dagens huvudbebyggelse finns flera gravfält och övergivna gårdstomtar. Söder om gården står runstenen U 744 med inskriptionen "Öbjörn och Torgils reste denna sten efter Åslek, sin svärfar (svåger?). Gud hjälpe hans ande." Stenen är från 1000-talet och hittades på 1600-talet i en källarmur på gården. Den användes sedan som brosten över ett avloppsdike i närheten av gården. I början av 1900-talet restes den på sin nuvarande plats.

## Gårdens historik

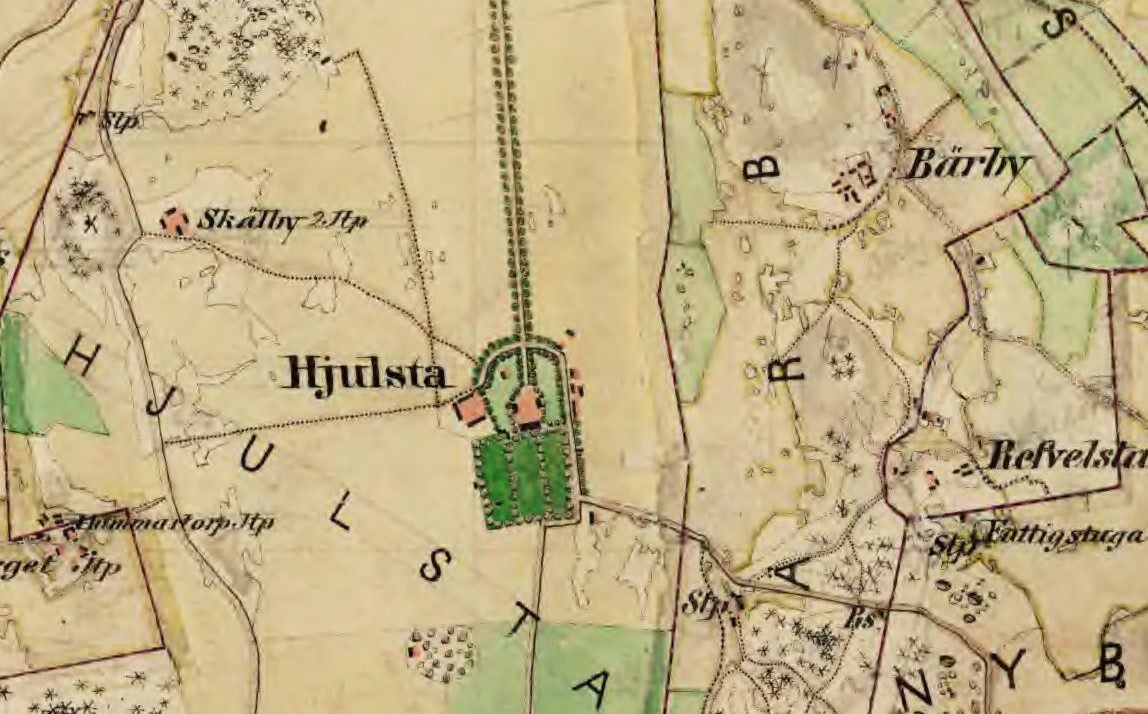
Hjulsta omkring 1905.

Redan på medeltiden var Hjulsta säteri och 1385 omnämns en Haral i Hiwlistom. Underlagmannen i Uppland och fogden på Haga, Olof Haraldsson (Hjulstaätten), bytte till sig gården Hjulista 1420 från Uppsala domkyrka. På 1430-talet kom Hjulsta i ätten Sparre av Hjulsta och Ängsös ägo. Omkring 1560 indrogs egendomen till kronan när fru Gjörvel Farsdotter Sparre var ägare men återställdes cirka tio år senare. År 1605 beslagtogs Hjulsta av kung Karl IX och 1608 kom genom förläning till Ebba Stenbock. 
Gården gick sedan under cirka 300 år oavbrutet i arv respektive som gåva och ägdes av medlemmar av släkterna Oxenstierna, Soop, Dohna, Lagerhjelm och Liljencrantz. På 1880-talet tillträdde friherre Johan Albert Kantzow genom giftermål med Wilhelmina Liljencrantz. Då omfattade godset 7 ⁹/₁₆ mantal. År 1916 förvärvades Hjulsta av Axel Flodén som redan efter ett år sålde vidare till Gustaf Walfrid Versteegh (1875-1957). Han hade Hjulsta fram till 1930. År 1936 blev släkten Banér ägare genom Carl Svante Banér. Idag (2018) drivs Hjulsta jordbruk av familjen Insulander genom Enköpings Lantbruksservice Aktiebolag.

## Bebyggelsen

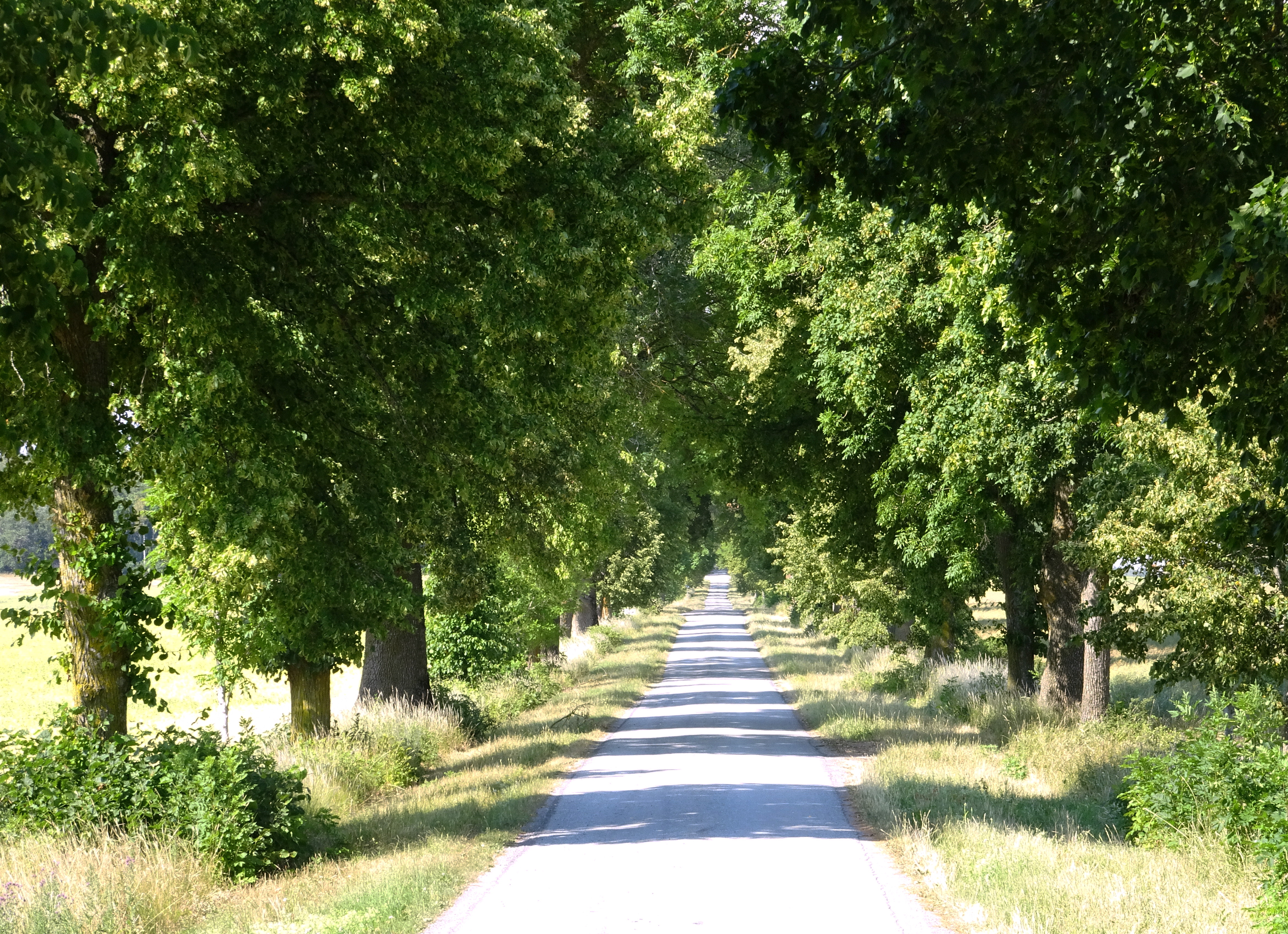
Allén, vy mot norr.

Godsets huvudbebyggelse nås från riksväg 55 via en drygt en kilometer lång trädplanterad allé. Nuvarande corps de logi uppfördes mellan 1851 och 1853 för friherren Carl August Liljencrantz. Det rör sig om ett stenhus i två våningar med två pocher i en våning. Entréfasaden accentueras av en rundad mittrisalit, tre våningar högt samt tre fönsteraxlar bred och med ett fasadur högst upp. 
Mot gårdssidans fasad finns en central placerad altan som bärs upp av fyra kolonner. Över mittersta fönstret märks två sfinxer i relief. Istället för fönster finns längst ut två rundbågiga nischer och därunder vita fält med festonger. Yttertaket är plåttäckt och kröns av ett smäckert klocktorn. Huvudbyggnaden flankerades av två fristående flyglar. De finns redovisade på Häradsekonomiska kartan från 1905-1911, men är borta på Ekonomiska kartan från 1951. 
Väster om huvudbyggnaden ligger gårdens ekonomibyggnader. Nordost om huvudbyggnaden märks ett till det yttre välbevarat stenhus i två plan (12x9 meter vardera) samt källare. Huset används i nyare tid som magasin. Enligt traditionen har huset tillhört ett kloster, en annan tradition kallar byggnaden "gamla slottet" som härrör från 1530-talet då Gjörvel Farsdotter Sparre ägde Hjulsta.

## Bilder

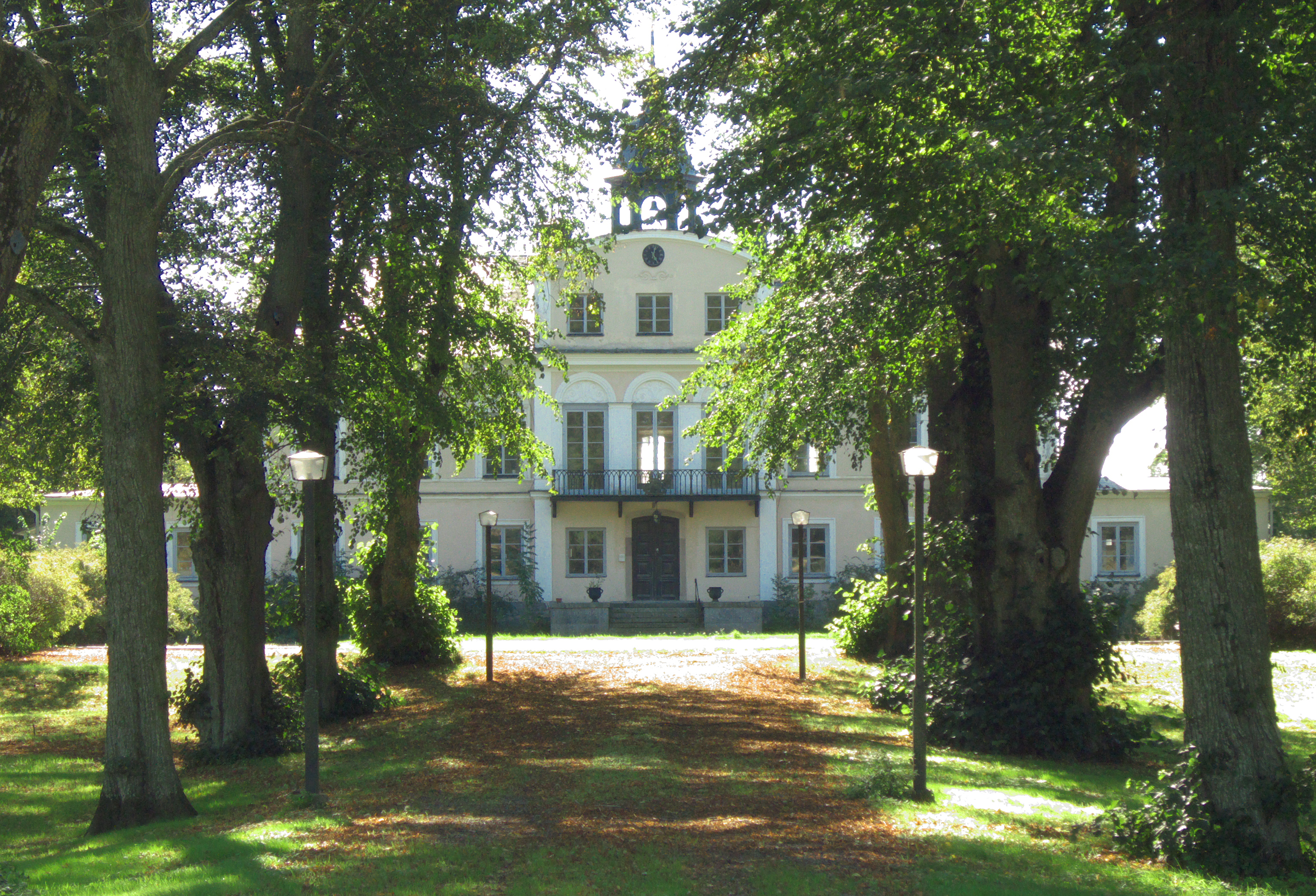
Allén och gårdens entré.
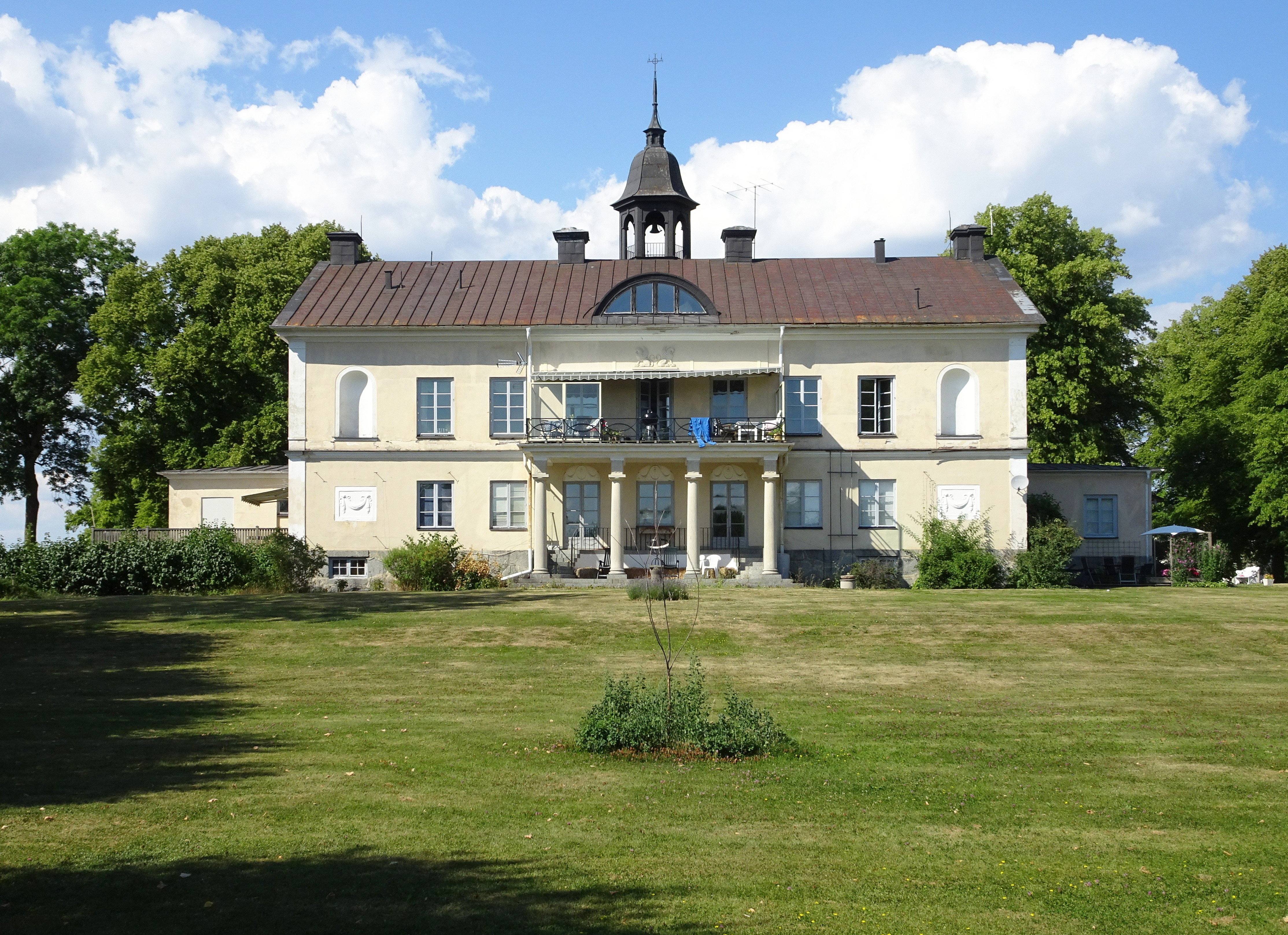
Gårdssidan.
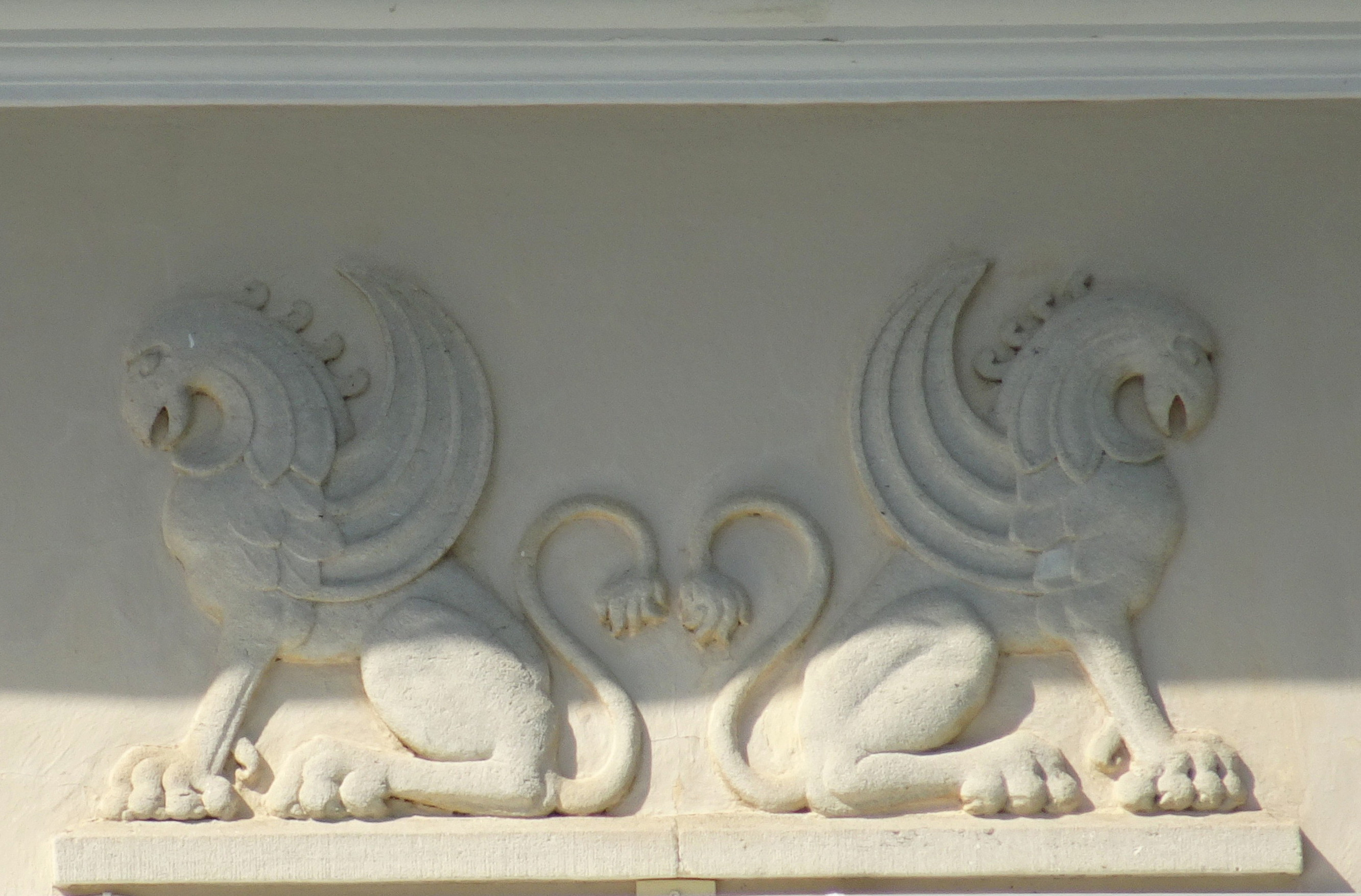
Fasaddetalj, gårdssidan.
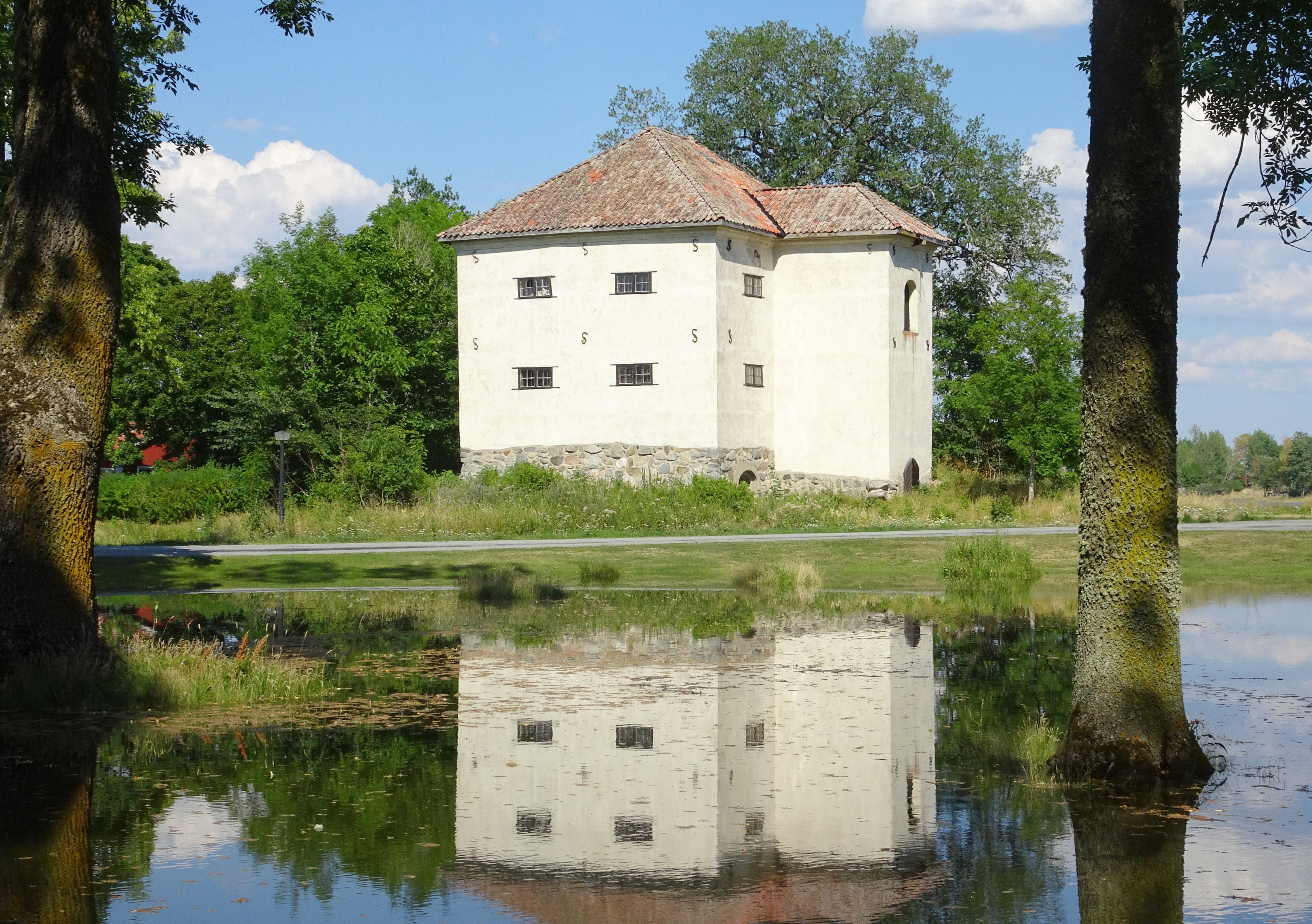
"Gamla slottet".